# سالم المبارك الصباح
الشيخ سالم المبارك الصباح (1864 - 23 فبراير 1921)؛ حاكم الكويت التاسع، وهو الابن الثاني للشيخ مبارك الصباح من زوجته الشيخة شيخة دعيج الصباح. تولى الحكم في 5 فبراير 1917 بعد وفاة أخيه الشيخ جابر المبارك الصباح.

## أهم الأحداث بعهده
- بناء سور الكويت الثالث.
- معركة حمض.
- معركة الجهراء.

## حياته العائلية
تزوج كل من:
- الشيخة مريم الجراح بن صباح الصباح (والدة الشيخ عبد الله والشيخة بيبي).
- الشيخة لطيفة الحمود الصباح (والدة الشيخ علي).
- طفله الرشدان.
- منيرة محمد الدبوس (والدة الشيخ صباح والشيخة سبيكة).
- بزه صقر الغانم.
- شريفة العمر (والدة الشيخة عائشة).
- شعوة العتيبي (والدة الشيخة حصة).

وأنجب من الأبناء:
- الشيخ عبد الله (أمير الكويت الحادي عشر).
- الشيخة بيبي.
- الشيخ علي.
- الشيخة عائشة.
- الشيخة حصة.
- الشيخ فهد.
- الشيخ صباح (أمير الكويت الثاني عشر).
- الشيخة سبيكة.
- الشيخ دعيج.

## في الثقافة الشعبية
ظهرت شخصية الشيخ سالم في مسلسل أسد الجزيرة، وقام بتمثيل دوره الممثل السعودي عبد المحسن النمر.